# یوجی ماتسودا
یوجی ماتسودا (انگلیسی: Yōji Matsuda؛ زادهٔ ۱۹ اکتبر ۱۹۶۷) یک هنرپیشه اهل ژاپن است.
از فیلم‌ها یا برنامه‌های تلویزیونی که وی در آن نقش داشته است می‌توان به شاهزاده مونونوکه، ناوسیکا از دره باد اشاره کرد.